# 汉斯·皮奇
汉斯·莱因哈特·皮奇（德語：Hans Reinhard Pietsch，1968年9月27日—2003年1月16日），德国职业围棋棋手，日本棋院名誉六段，是第一位在正式国际比赛中击败职业九段围棋手的欧洲人。
皮奇出生于德国不来梅，12歲开始学习围棋，1996至99年（第4至第7屆）歐洲盃圍棋賽皆打進16強。皮奇被小林觉九段的姊姊小林千寿五段发现，在小林千寿支持下，皮奇于1990年来到日本，投入小林觉门下。1997年，皮奇成功入段，成为职业棋手，并在当年的LG杯比赛第一轮中代表欧洲出赛，以半目淘汰日本超一流棋手依田纪基，一举成名。
皮奇其后致力于围棋在世界的普及工作，2000年升为四段。2003年初，他在危地马拉推广围棋时，遭到歹徒打劫，身受枪伤，不治而亡。日本棋院为其举办了隆重的追悼会，并追赠其六段证书。